# جاي بروملي
جاي بروملي (بالإنجليزية: Jay Bromley)‏ هو لاعب كرة قدم أمريكية أمريكي، ولد في 18 مايو 1992 في جامايكا ‏ في الولايات المتحدة.

## وصلات خارجية
- جاي بروملي على موقع مرجع كرة القدم المحترفة.كوم (الإنجليزية)
- جاي بروملي على موقع كلية كرة القدم في سبورتس رفرنس.كوم (الإنجليزية)